# Plaxopsis abyssinica
Plaxopsis abyssinica är en stekelart som beskrevs av Szepligeti 1913. Plaxopsis abyssinica ingår i släktet Plaxopsis och familjen bracksteklar. Inga underarter finns listade i Catalogue of Life.